# Liste des cardinaux créés aux XIVe et XVe siècles
Cette liste couvre la période du Moyen Âge tardif qui inclut la papauté d'Avignon et le Grand Schisme d'Occident.

## Cardinaux créés auXIVesiècle
- Cardinaux créés par Benoît XI (1303-1304) : 3 dans 2 consistoires
- Cardinaux créés par Clément V (1305-1314) : 24 dans 3 consistoires, dont  papes Jean XXII , Benoît XII
- Cardinaux créés par Jean XXII (1316-1334) : 28 dans 6 consistoires,
- Pseudo-cardinaux créés par l'antipape Nicolas V (1328-1333) : 9 dans 4 consistoires
- Cardinaux créés par Benoît XII (1334-1342) : 7 dans 2 consistoires dont pape Clément VI
- Cardinaux créés par Clément VI  (1342-1352) : 28 dans 4 consistoires dont pape Grégoire XI , Innocent VI
- Cardinaux créés par Innocent VI (1352-1362) : 15 dans 3 consistoires
- Cardinaux créés par Urbain V (1362-1370) : 14 dans 4 consistoires
- Cardinaux créés par Grégoire XI (1370-1378) : 21 dans 2 consistoires dont Benoît XIII (antipape)
- Cardinaux créés par Urbain VI (1378-1389) : 42 dans 6 consistoires, dont pape Boniface IX
- Pseudo-cardinaux créés par l'antipape Clément VII (1378-1394) : 34 dans 12 consistoires
- Cardinaux créés par Boniface IX (1389-1404) : 8 dans 2 consistoires, dont pape Innocent VII et Jean XXIII (antipape)
- Au total : 190 cardinaux et 43 pseudo-cardinaux créés au XIVe siècle.

## Cardinaux créés auXVesiècle
- Pseudo-cardinaux créés par l'antipape Benoît XIII (1394-1423) : 19 dans 7 consistoires
- Cardinaux créés par Innocent VII (1404-1406) : 11 dans 1 consistoire dont pape Martin V et Grégoire XII ainsi que Alexandre V (antipape)
- Cardinaux créés par Grégoire XII (1406-1415) : 14 dans 2 consistoires dont le pape Eugène IV
- Aucun pseudo-cardinal créé par l'antipape Alexandre V (1409-1410)
- Pseudo-cardinaux créés par l'antipape Jean XXIII (1410-1415) : 18 dans 4 consistoires
- Cardinaux créés par Martin V (1417-1431) : 17 dans 3 consistoires
- Pseudo-cardinaux créés par l'antipape Clément VIII (1423-1429) : 2 dans 1 consistoire
- Aucun pseudo-cardinal créé par les antipapes Benoît XIV (1425-1437)
- Cardinaux créés par Eugène IV (1431-1447) : 27 dans 6 consistoires dont papes Calixte III , Nicolas V et Paul II
- Pseudo-cardinaux créés par l'antipape Félix V (1439-1449) : 24 dans 4 consistoires
- Cardinaux créés par Nicolas V (1447-1455) : 11 dans 4 consistoires
- Cardinaux créés par Calixte III (1455-1458) : 9 dans 2 consistoires dont papes Pie II et Alexandre VI
- Cardinaux créés par Pie II (1458-1464) : 13 dans 3 consistoires dont pape Pie III
- Cardinaux créés par Paul II (1464-1471) : 10 dans 2 consistoires dont pape Sixte IV
- Cardinaux créés par Sixte IV (1471-1484) : 34 dans 8 consistoires dont papes Jules II et Innocent VIII
- Cardinaux créés par Innocent VIII (1484-1492) : 8 dans 1 consistoire dont pape Léon X
- Cardinaux créés par Alexandre VI (1492-1503) : 43 dans 10 consistoires dont pape Paul III
- Au total : 198 cardinaux et 63 pseudo-cardinaux créés au XVe siècle.